# Guimarei
Guimarei ist ein Ort und eine ehemalige Gemeinde (Freguesia) im Norden Portugals.
Guimarei gehört zum Kreis Santo Tirso im Distrikt Porto. Die Gemeinde hatte eine Fläche von 7,9 km² und 738 Einwohner (Stand 30. Juni 2011).
Am 29. September 2013 wurden die Gemeinden Guimarei und Lamelas zur neuen Gemeinde União das Freguesias de Lamelas e Guimarei zusammengeschlossen.